# Khoisantalen

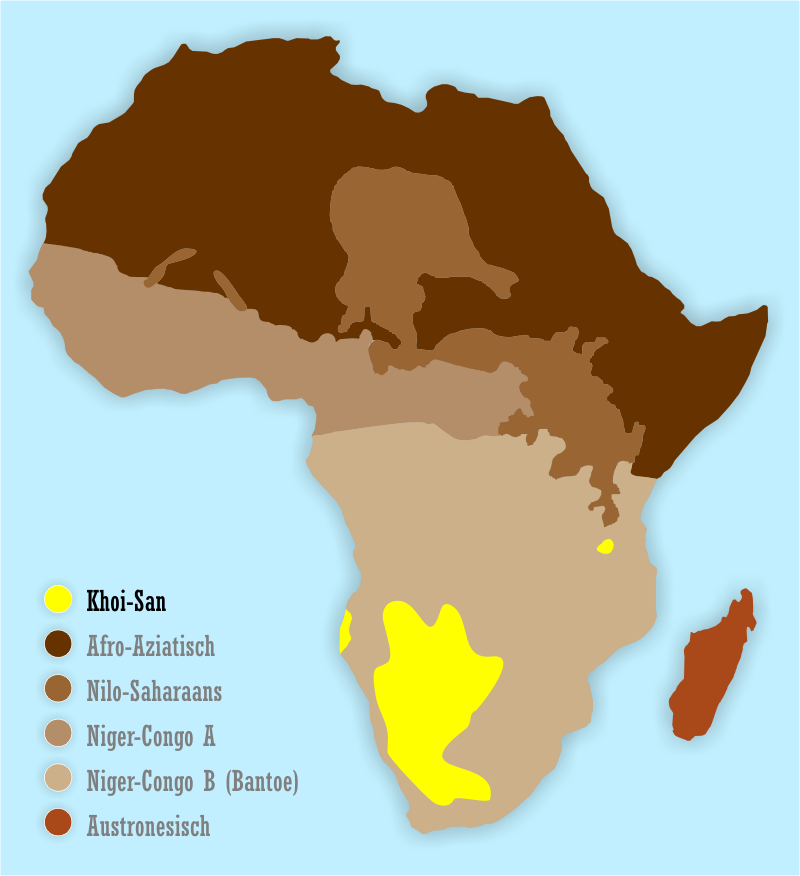
Verspreiding van de Khoisantalen in Afrika

De Khoisantalen zijn een groep Afrikaanse talen die worden gekenmerkt door o.m. een groot aantal klik-fonemen. Ze vormen meerdere verschillende taalfamilies.
Voor een groot deel van de 20e eeuw werden de Khoisantalen als een familie van aan elkaar verwante talen beschouwd, in navolging van Joseph Greenbergs indeling van Afrikaanse talen. Tegenwoordig ziet men de Khoisantalen vaak echter niet meer als een taalfamilie, en de term wordt gewoonlijk alleen nog als overkoepelende aanduiding gebruikt, zonder implicatie dat de talen aan elkaar verwant zijn.
Historisch gezien worden de Khoisantalen gesproken door de Khoikhoi (Hottentotten) en de San (Bosjesmannen). Anno 2004 worden ze alleen gesproken in de Kalahari in Zuidwest-Afrika en in een klein gebied in Tanzania.

## Indeling

Oorspronkelijke verspreiding van de individuele Khoisantalen in het zuiden van Afrika

De Khoisantalen kunnen worden ingedeeld in drie taalfamilies en twee isolaten.
- Hadza, een isolaat met zo'n 800 sprekers uit Tanzania.
- Sandawe, een taal met zo'n 40.000 sprekers uit Tanzania. Er zijn aanwijzingen dat Sandawe in de verte verwant kan zijn aan de Khoe-talen.
- Khoe-talen, de grootste en meest diverse familie die onder de Khoisantalen valt. Het uitgestorven Kwadi uit Angola is mogelijk verwant aan de Khoe-talen, en meer in de verte misschien Sandawe. De volgende talen behoren tot de Khoe-taalfamilie:
  - Khoekhoe, waartoe Nama-Damara en Haiǁom behoren.
  - Eini
  - Xiri of Khoemana
  - Shua
  - Tsoa
  - Kxoe
  - Naro
  - ǂHaba
  - Gǁana
- Tuu-talen:
  - !Xóõ
  - Lower Nossob
  - Nǁng
  - ǀXam
  - ǂUngkue
  - ǁXegwi
- Kx'a-talen, een familie van twee in de verte aan elkaar verwante talen
  - ǂ’Amkoe
  - ǃKung (met Ju/'hoan als belangrijkste dialect)